# Jorge Gibson Brown
Jorge Gibson Brown (Jeppener, 3 aprile 1880 – San Isidro, 3 gennaio 1936) è stato un calciatore argentino, di ruolo difensore o attaccante.

## Biografia
Aveva origini scozzesi. I suoi fratelli Alfredo, Carlos, Ernesto ed Eliseo furono tutti suoi compagni di squadra sia nell'Alumni che nella nazionale argentina; gli altri due fratelli Diego e Tomás furono invece compagni di squadra degli altri cinque fratelli a livello di club senza però mai giocare in nazionale. Loro cugino Juan Domingo era un altro loro compagno di squadra (e giocò a sua volta per un decennio da titolare nella nazionale argentina).

## Carriera
Fu campione con l'Argentina nella Copa de Honor Cousenier nel 1906.

## Palmarès

### Club

#### Competizioni nazionali
- Campionato argentino: 11

Alumni: 1900, 1901, 1902, 1903, 1905, 1906, 1907, 1909, 1910, 1911
Quilmes: 1912
- Copa de Competencia Jockey Club: 3

Alumni: 1907, 1908, 1909
- Copa de Honor Municipalidad de Buenos Aires: 2

Alumni: 1905, 1906

#### Competizioni internazionali
- Copa de Honor Cousenier: 1

Alumni: 1906
- Copa Competencia Chevallier Boutell: 5

Alumni: 1903, 1906, 1907, 1908, 1909

### Individuale
- Capocannoniere della Copa Campeonato: 2

1902, 1903